# Central Park West

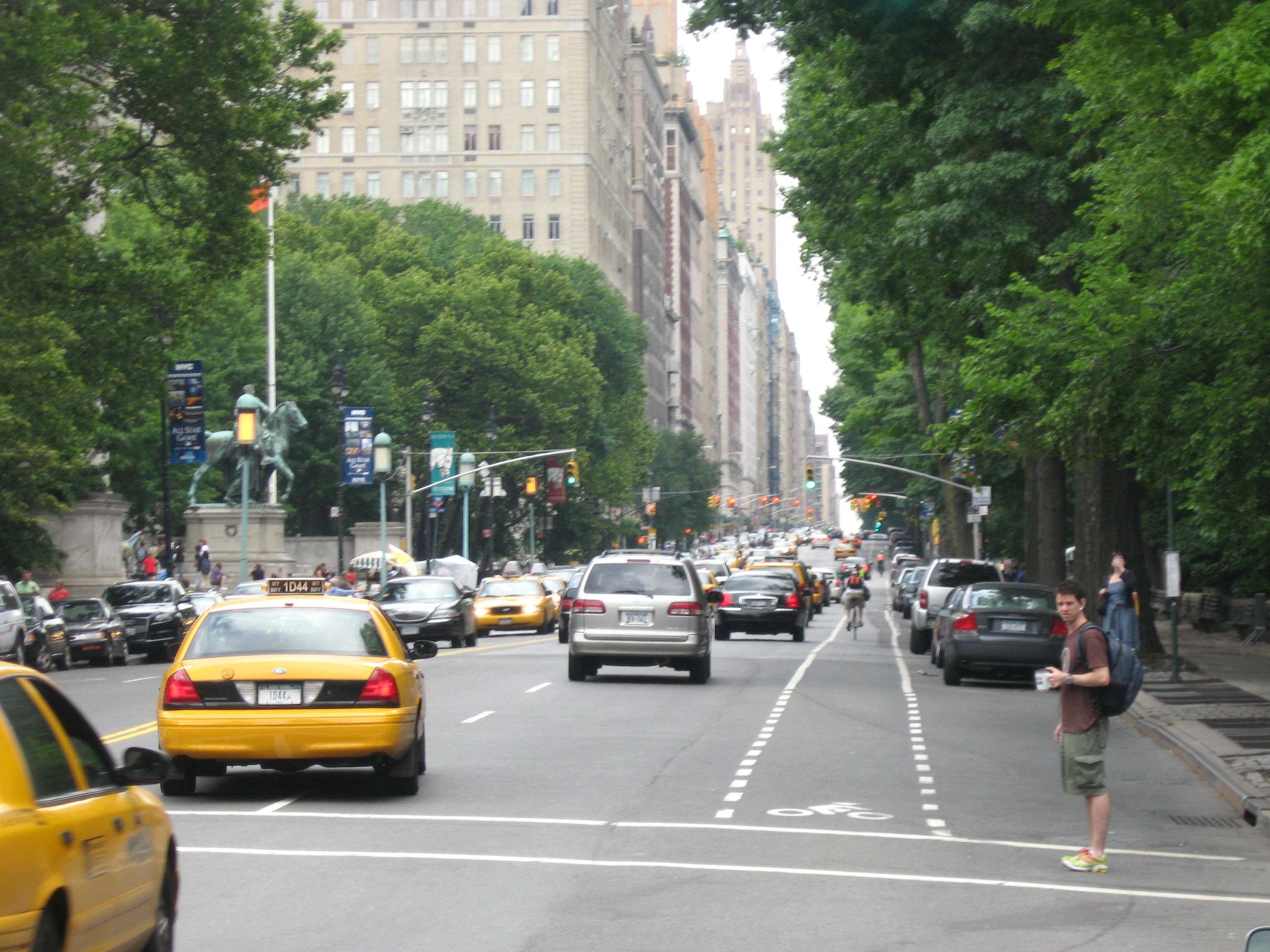
Central Park West in corrispondenze della 79ª street.

Central Park West è una larga avenue che corre lungo il lato ovest di Central Park, nell'Upper West Side di Manhattan, New York.
La strada è lunga 51 isolati e parte dal confine con il Midtown ovvero da Columbus Circle (in corrispondenza della 59ª street) ed arriva fino alla 110ª. Incontra diversi accessi al parco: Merchant Gate alla 59ª street, Women Gate alla 72ª, Naturalist Gate alla 77ª, Hunters Gate all'81a, Mariners Gate all'86ª, Gate of all Saints alla 96ª, Boys Gate alla 100ª e Strangers Gate alla 106ª.
Al di sotto del Columbus Circle, dove vi è la statua raffigurante Cristoforo Colombo ed al di sopra di Frederick Douglass Circle, la strada si chiama 8ª avenue. Diversamente da molte altre avenues di Manhattan, il traffico della Central Park West scorre in entrambe le direzioni.
Lungo tutta la strada, passa la metropolitana con le linee B e C, con fermate locali e non espresse.

## Residenze

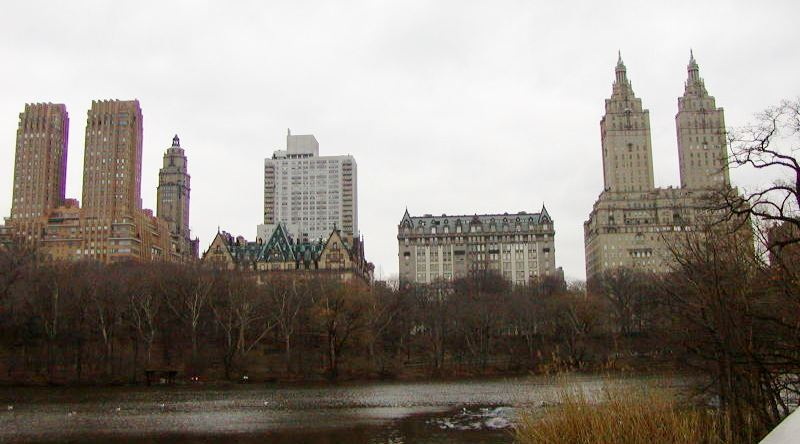
Residenze su Central Park West. The San Remo sulla destra, The Langham al centro, The Dakota a sinistra dal centro e The Majestic sulla sinistra.

Central Park West è l'indirizzo di molte famose residenze:
- The Dakota: dove John Lennon e Yōko Ono hanno vissuto, (lei vive ancora lì) e dove il famoso cantante è stato ucciso nel 1980
- The San Remo: residenza di Bono degli U2, Demi Moore, Diane Keaton e Steve Martin
- Eldorado
- The Beresford: residenza di Diana Ross e di Jerry Seinfeld
- The Langham
- 15 Central Park West: casa di Sting
- 41 Central Park West: casa di Madonna
- The Majestic: residenza famosa perché vi vissero alcuni esponenti della famiglia mafiosa Genovese.

Molti di questi palazzi sono stati costruiti intorno agli anni '30 come hotel, e riadattati come residenze alla fine del XIX secolo, mantenendo i nomi originari. Alcuni di questi palazzi hanno la caratteristica di avere delle torri gemelle incorporate, tra cui The San Remo e The Majestic.

## Musei
Tra la 77a e la 81a c'è l'American Museum of Natural History.